# Distretto di Kozjatyn
Il distretto di Kozjatyn (in ucraino Козятинський район?, Kozjatyns'kyj raion) era un distretto dell'Ucraina situato nell'oblast' di Vinnycja; aveva per capoluogo Kozjatyn e contava 41.274 abitanti (dato 2012). È stato soppresso con la riforma amministrativa del 2020.

## Geografia antropica
Il distretto era suddiviso in una città, due insediamenti di tipo urbano e 32 comuni rurali. Tra parentesi è indicata la popolazione al censimento 2001.

### Città
- Kozjatyn (27.155 abitanti)

### Insediamenti di tipo urbano
- Brodećka (2.261 abitanti)
- Hluchovećka (3.923 abitanti)